# Javion Ogunyemi
Javion Ogunyemi (Troy, 19 juli 1995) is een Amerikaans basketballer.

## Carrière
Ogunyemi speelde collegebasketbal voor de Siena Saints van 2013 tot 2017. In de NBA draft van 2017 werd hij niet gekozen. Hij tekende daarop voor Atomerőmű SE in de Hongaarse hoogste klasse. Na een seizoen ging hij spelen voor Apollon Limassol BC in Cyprus. In 2019 tekende hij bij de Oostenrijkse eersteklasser Swans Gmunden. In het seizoen 2021/22 speelde hij in Georgië voor BC Titebi. Het seizoen 2022/23 startte hij in de Britse competitie bij Sheffield Sharks maar vanaf januari 2023 ging hij spelen in de Finse competitie bij Kobrat.
In de zomer van 2023 maakte hij de overstap naar reeksgenoot Korihait waar hij een seizoen voor speelde. In de zomer van 2024 speelde hij voor Halcones Rojos Veracruz uit Mexico. Hij tekende in september 2024 voor tweedeklasser uit Israël Hapoel Migdal HaEmek BC maar speelde nooit voor de club. In oktober 2024 tekende hij bij de Belgische eersteklasser Limburg United als vervanger van de geblesseerde Toon Ceyssens.